# Pohjois-Majasaari
Pohjois-Majasaari är en ö i Finland.   Den ligger i den ekonomiska regionen  Kuusiokunnat  och landskapet Södra Österbotten, i den sydvästra delen av landet, 290 km norr om huvudstaden Helsingfors. Pohjois-Majasaari ligger i sjön Kuorasjärvi.